# Vild saffranskrokus
Vild saffranskrokus (Crocus cartwrightianus) är en irisväxtart som beskrevs av William Herbert. Vild saffranskrokus ingår i krokussläktet som ingår i familjen irisväxter. Inga underarter finns listade i Catalogue of Life.

## Bildgalleri

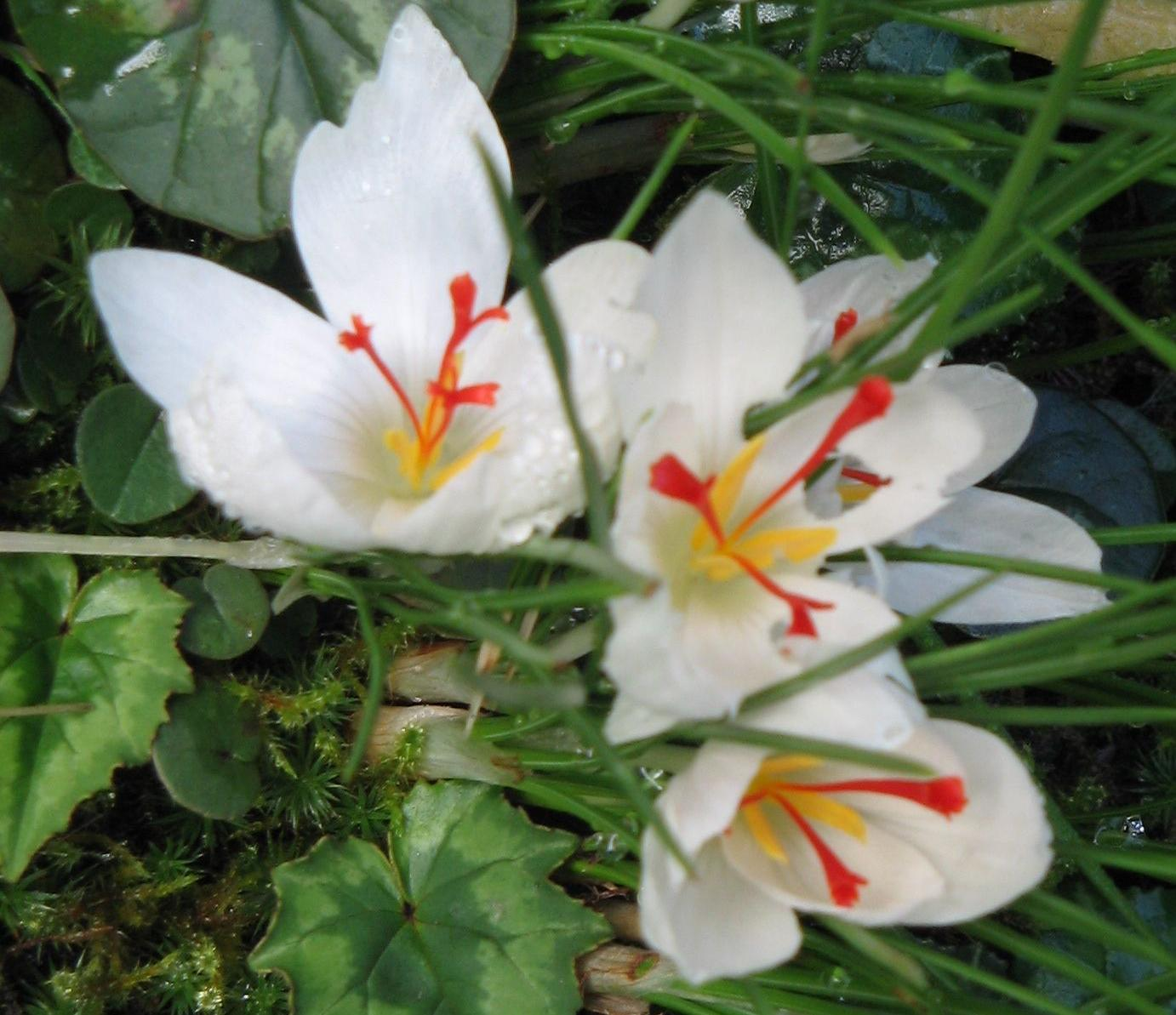
Varianten 'Albus'